# De Villers Grand Champs

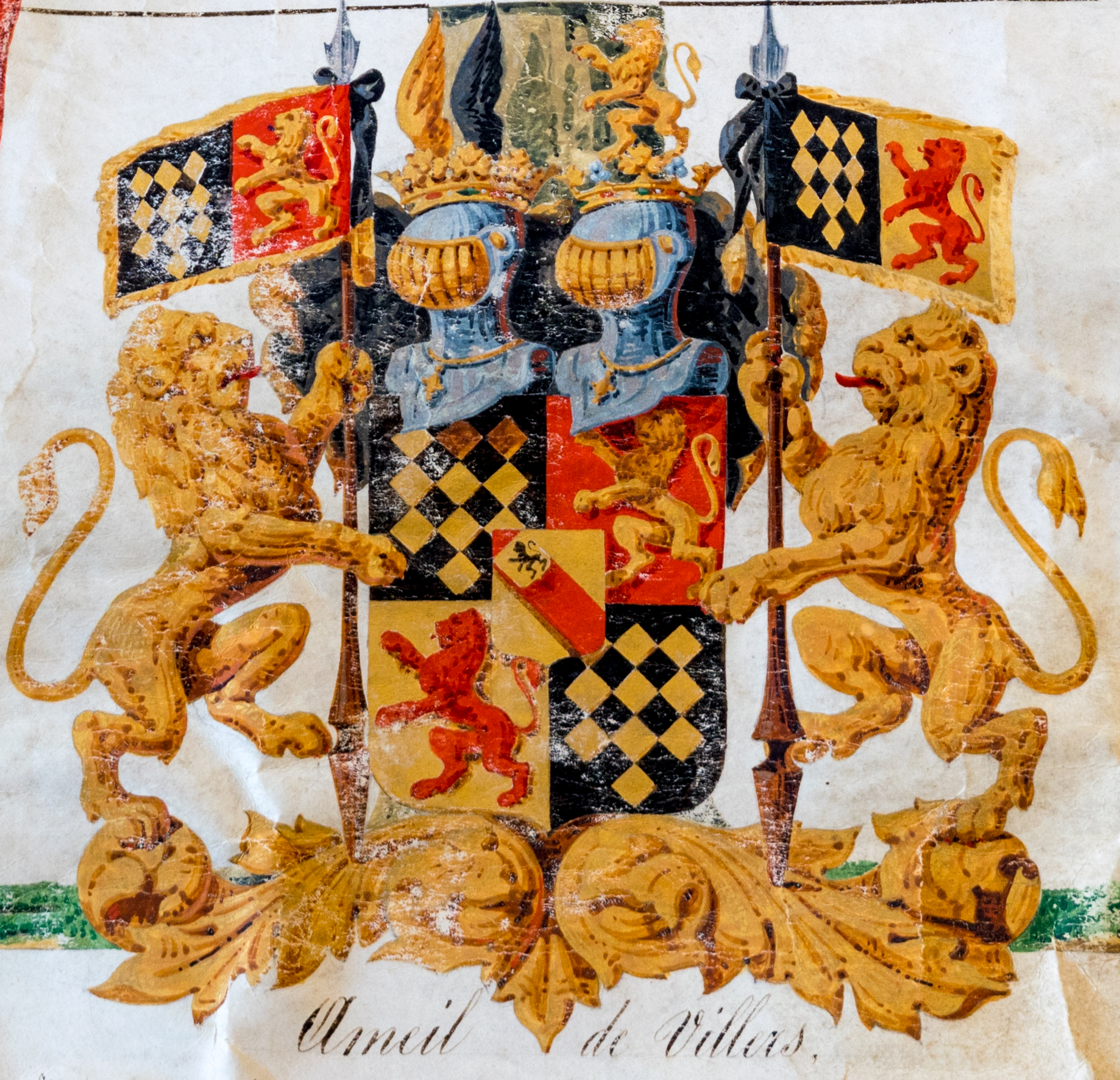
Wapen van de familie de Villers Grandchamps

De Villers, met bijkomende namen De Villers du Fourneau, De Villers Grandchamps en De Villers de Waroux d'Awans de Bouilhet et de Bovenistier, was een Zuid-Nederlandse adellijke familie.

## Geschiedenis
Deze familie de Villers (niet te verwarren met gelijknamige families in Frankrijk en in de Zuidelijke Nederlanden) was, vanaf de zeventiende eeuw gekend als volgt:
- Jacques de Villers, x Cécile de Hoyoul.
  - Jean-Guillaume de Villers (°1644), x Maximilienne de Huyet, vrouwe van Forneau en Grandchamps.
    - Leopold de Villers de Fourneau (°1674), x Marie Cuypers.
      - Dieudonné de Villers (1719-1777), x Isabelle d'Oche.
        - Nicolas de Villers (1756-1840), xx Thérèse de Loose (1765-1830).
          - Nicolas de Villers (1792-1846), x Amelie Verspyck.
            - Nicolas Emile de Villers de Fourneau (zie hieronder).

          - Auguste de Villers (1802-1888), x Herminie van der Fosse (1805-1877).
            - Charles de Villers (1849-1907), x gravin Geraldine de Murat (1846-1926).
              - Maurice de Villers du Fourneau (zie hieronder).

    - Jacques de Villers de Grandchamps (†1757), x Petronille du Mesnil.
      - Jean de Villers de Grandchamps, x Barbe de Martial.
        - Charles de Villers (1765-1800), x Victorine des Enffans (1764-1818).
          - Achille de Villers (1797-1855), x Marie van der Gracht d'Eeghem (1791-1831).
            - Edmond de Villers Grandchamps (zie hieronder).

## NicolasEmilede Villers
- Nicolas Jean Emile de Villers du Fourneau (Breda, 16 mei 1827 - Doornik, 23 januari 1874) was majoor in de Belgische cavalerie. Hij trouwde in 1858 met Laure Herry (1833-1897). In tegenstelling tot zijn grootvader en zijn vader, die de gelegenheid niet aangrepen om zich opnieuw te laten opnemen in de adel, verkreeg hij in 1871 (dus ook maar tegen het einde van zijn leven) erkenning van erfelijke adel, met de titel ridder overdraagbaar op alle mannelijke afstammelingen. Het echtpaar had drie zoons en drie dochters.
  - Fernand de Villers du Fourneau (1860-1930), vrederechter in Namen, x Jeanne Roberti (1861-1922). Hun enige dochter, Marie-Zoé de Villers (1903-1952) was de laatste naamdraagster van deze familietak.
  - Auguste de Villers du Fourneau (1862-1941), jezuïet, was de laatste naamdrager van deze familietak.

## Maurice de Villers
Maurice Marguerite Marie Joseph Ghislain de Villers du Fourneau (Antwerpen, 26 april 1874 - Wilrijk, 11 oktober 1951) had een grootvader en een vader die adellijk trouwden, maar de moeite niet namen om zelf opnieuw de adellijke status te verwerven. Het is pas Maurice die in augustus 1914 de erkenning van erfelijke adel aanvroeg en verkreeg, evenwel zonder titel. Hij trouwde met Adrienne van der Beken Pasteel (1877-1970). Ze kregen vier dochters die adellijk trouwden. De laatste naamdraagster was Marie-Charlotte de Villers (1911-2003), met wie deze familietak eveneens is uitgedoofd.

## Edmond de Villers
- Edmond Clément Charles Idesbalde Achille de Villers Grandchamps (Doornik, 1 april 1820 - Ramegnies-Chin, 24 januari 1903) speelde de bescheiden rol van kapitein van de Burgerwacht in Doornik. Hij trouwde in 1846 met Leopoldine de Sourdeau (1827-1920) en ze hadden twee zoons en twee dochters. Ook zijn vader had zich niet om herstel van de adellijke status bekommerd. Edmond verkreeg eerst 'de Grandchamps' aan de familienaam te mogen toevoegen en werd in 1887 erkend in de erfelijke adel.
  - Fernand de Villers (1878-1920), majoor bij de infanterie, x Marie de Selliers de Moranville (1878-1954), met zeven kinderen en afstammelingen tot heden.
  - Henri de Villers (1882-1956), advocaat, x Marguerite de Crombrugghe de Looringhe (1879-1942), met afstammelingen tot heden.

## Henri de Villers
- Henri Joseph de Villers de Waroux d'Awans de Bouilhet et de Bovenistier (Leuven, 20 oktober 1729 - Mechelen, 29 september 1821) was licentiaat in de rechten, rekwestmeester, raadsheer en ondervoorzitter van de Grote Raad van Mechelen. Hij had in 1793, samen met zijn broers Servais, Ursmain en Theodoor van keizer Frans II de titel burggraaf verkregen. In 1816 werd hij onder het Verenigd Koninkrijk der Nederlanden erkend in de erfelijke adel met de titel burggraaf en benoemd in de ridderschap van Antwerpen. In 1817 werd hij verheven tot graaf, overdraagbaar bij eerstgeboorte. Hij trouwde in 1768 met Eleonore van Goethem (1748-1796) en vervolgens in 1798 met Marie van Cauwenhove (1769-1857).
  - Augustin de Villers (Mechelen, 7 januari 1769 - Brussel, 21 september 1850) werd samen met zijn vader in 1816 in de erfelijke adel erkend met de persoonlijke titel burggraaf. Hij werd benoemd in de Ridderschap van Zuid-Brabant. Hij trouwde met Marie-Elisabeth de Cloeps (1771-1814) en vervolgens met Rosalie van Reynegom d'Eetvelde (1777-1848).
    - Charles de Villers (1798-1885), x Philippine de Woelmont (1810-1840), xx Marie-Louise de Woelmont (1822-1885).
      - Theodore de Villers (1846-1926), burgemeester van Sint-Pieters-Leeuw. In 1912 bekwam hij de rechterlijke beslissing waarbij de familienaam luidde: de Villers de Waroux d'Awans de Bouilhet et de Bovenistier. Hij trouwde met Marie-Madeleine van de Woestyne (1824-1875) en vervolgens met Marie-Anne van de Woestyne (1858-1954). Zonen en kleinzonen waren weinig of niet productief en de mannelijke lijn stierf uit in 1965.